# Певцов, Анатолий Иванович
Анато́лий Ива́нович Певцо́в (24 мая 1930, Тифлис — 14 сентября 2013, Москва) — советский спортсмен и тренер по современному пятиборью. Заслуженный тренер СССР (1971), мастер спорта СССР по современному пятиборью (1955). Чемпион СССР по современному пятиборью (1961) в командном первенстве. Неоднократный победитель и призёр первенств ДСО «Динамо». Выступал за «Динамо». С 1968 по 1971 годы принимал участие в подготовке сборной команды СССР по современному пятиборью. Отец актёра Дмитрия Певцова.

## Биография
Родился 24 мая 1930 года в Тифлисе.
Современным пятиборьем начал заниматься в 1952 году. Выступал за спортивное общество «Динамо» Тбилиси. В составе команды Грузинской ССР принимал участие в I и II Спартакиаде народов СССР. Окончил Грузинский ГИФК. С конца 80-х по 2001 годы работал тренером, а потом и директором Школы верховой езды на Центральном Московском ипподроме.
В августе 2012 года Анатолий Иванович перенёс инсульт, после которого он был практически неподвижен.
Скончался 14 сентября 2013 года на 84-м году жизни в Москве. Похоронен на 20-м участке Троекуровского кладбища в Москве.

## Личная жизнь
- Жена — спортивный врач, кандидат медицинских наук Ноэми Семёновна Роберт (1928—2020).
  - Сын — Сергей Певцов, живёт в США, воспитывает троих детей — двух девочек и мальчика.
  - Сын — актёр театра и кино Дмитрий Певцов.
    - Внуки — актёр театра и кино Даниил Певцов (1990—2012) и Елисей Певцов (род. 2007).

## Достижения
- Чемпион СССР (1961) в командном первенстве.
- Серебряный призёр в командном зачете и бронзовый медалист в личном первенстве чемпионата СССР (1955).

За годы работы тренером им были подготовлены:
- Команда СССР — чемпион мира (1969, 1971).
- Команда «Динамо» — победитель чемпионата СССР (1961) и Кубка СССР (1962).
- Юниорская команда «Динамо» — победитель первенства СССР (1961, 1965, 1966).